# Teresa Forcades
Teresa Forcades i Vila OSB (rođena 1966.) je katalonska liječnica, benediktinska monahinja i društvena aktivistica. Forcades je poznata po svojim otvorenim stavovima o Crkvi, javnom zdravstvu i katalonskoj neovisnosti.

## Obrazovanje
Rođena u Barceloni 1966., Teresa je odrasla u domu u kojem su njezini roditelji odbacili religiju. Poslana je, međutim, u privatnu školu Srca Isusova, gdje je otkrila vjeru kroz proučavanje Biblije koje su nudile redovnice koje su vodile školu. Nastavila je studirati medicinu na Sveučilištu u Barceloni. Godine 1992. preselila se u Sjedinjene Američke Države, gdje je 1995. završila specijalizaciju na Medicinskom fakultetu Sveučilišta u Buffalu, specijalizirajući internu medicinu. Nakon što je dobila stipendiju, preselila se u Cambridge, Massachusetts, gdje je 1997. stekla diplomu magistra teologije na Harvard Divinity School.
Tijekom priprema za neke ispite koje je imala boraveći u samostanu svetog Benedikta u Montserratu u Španjolskoj, utemeljenom 1952. i povezanom sa slavnom opatijom Santa Maria de Montserrat, Teresa je osjetila poziv na monaški život. U rujnu 1997. stupa u samostan, gdje slijedi benediktinski obrazac života, radeći i dalje na području religijskih studija, teologije i medicine. Godine 2004. stekla je doktorat iz područja javnog zdravstva na Sveučilištu u Barceloni. Godine 2005. stekla je diplomu teologije. Nakon četiri godine, 2009. doktorirala je na Katalonskoj teološkoj školi.

## Političke pozicije

### Feminizam
Teresa Forcades feminizam shvaća kao oblik teologije oslobođenja. Otvoreno je kritizirala Katoličku crkvu kao "mizoginu i patrijarhalnu strukturu". Svoja razmišljanja o tome razvila je u svjetlu teologije oslobođenja.

### Katalonska neovisnost
Godine 2013. Forcades je bila koautor Manifesta za sazivanje konstitutivnog procesa u Kataloniji s ekonomistom Arcadijem Oliveresom. U njemu su predložili postizanje neovisnosti Katalonije kroz novi politički i društveni model temeljen na samoorganizaciji i društvenoj mobilizaciji. Njezin politički aktivizam rezultirao je time da ju je The Guardian pretjerano označio kao "jednu od najotvorenijih... vođa krajnje ljevice u južnoj Europi".
Godine 2015., kako se približavalo još jedno veliko glasovanje za katalonsku neovisnost, Forcades je dobila dopuštenje od svoje nadređene i Svete Stolice da obuče svjetovnu odjeću. Potom je ušla u političku arenu kako bi vodila ljevičarski pokret Procés Constitution. Napomenula je: "Kritike su očekivane. Slijedim nekoga po imenu Isus a on ih je imao dosta". Godine 2018. vratila se u samostan Sant Benet u Montserratu kako bi nastavila život kao kontemplativna redovnica.

### Cijepljenje
Forcades zastupa stavove o opasnostima cjepiva barem od 2009. Godine 2021. kritizirana je zbog svog skepticizma prema cjepivu u vezi s pandemijom COVID-19.

## Spisi
Forcades je napisala tri knjige:
- La Trinitat avui (Trojstvo danas) (Publicacions de l'Abadia de Montserrat, 2005.)
- Els crims de les grans companyies farmacèutiques (Zločini velikih farmaceutskih kompanija) (Cristianisme i Justícia, 2006.)
- La teologia feminista en la història (Feministička teologija u povijesti) (uvodnik Fragmenta, 2007.)  Predgovor portugalskom izdanju napisao je kardinal José Tolentino Mendonça[9], danas arhivist i knjižničar Svete Rimske Crkve, koji je bio i jedan od predstavljača knjige[10].

## Vanjske poveznice
- Sister Teresa Forcades: Europe's most radical nun, BBC News
- Desmontando a la monja-bulo. El País 1 January 2009
- Crimes and abuses of the Pharmaceutical Industry. Cristianisme i Justícia, December 2006, ISBN 84-9730-152-8